# افریکن اکسپرس ایرویز
افریکن اکسپرس ایرویز (به انگلیسی: African Express Airways) یک شرکت هواپیمایی با کد یاتا XU است که در تاریخ ۱۹۸۶ میلادی تأسیس شده است. دفتر مرکزی افریکن اکسپرس ایرویز در نایروبی، کنیا واقع شده‌است و قطب این شرکت هواپیمایی در فرودگاه بین‌المللی جومو کنیاتا قرار دارد و به ۱۳ مقصد، پرواز مستقیم انجام می‌دهد.